# Јозеф Хајнц Старији
Јозеф Хајнц Старији (11. јун 1564 — октобар 1609) био је швајцарски сликар, цртач и архитекта.

## Биографија
Хајнц је пођен у Базелу. Био је ученик Ханса Бока и самоук је сликар, што је постигао марљивим радом на копирању делова Ханса Холбајна Млађег. Између 1585. и 1587. живео је у Риму, регистрован као ученик Ханса фон Ахена. Његово следеће пребивалиште било је Бохемија 1591. године, где је постао дворски сликар Рудолфа II, али је у Прагу остао само две године, јер је 1593. био унајмљен да уради копије античких дела за императора и у ту сврху вратио се у Рим, где је провео неколико година. Године 1604. виђен је у Аугзбургу и из овог времена мало се зна о његовом животу, све док није пристигао у болницу близу Прага где је откривена његова болест.
Хајнцове слике обухватају оне са религиозним мотивима, портретима и, пратећи укус императора, са темама еротске митологије. Оне су једно време биле врло тражене, али су касније доживеле помрачење. Међу сликама је породични портрет у Берну и портрет Рудолфа II из Беча. Он је стално испитивао суптилна питања светлости и скоро сви његови пејзажи приказују какво је интересовање имао за ову техничку ствар. Његова запажена дела су Силовање Просперина, које је изложено у Дрезденској галерији, као и два друга дела: Лот и његове кћери и Ecce Homo. Напослетку, ту је и портрет Констанце из Аустрије.
Имао је сина који је носио исто име и који је насликао неколико религијских слика, али се и сматра да су те слике приписане сину заправо дела из уметникове старости.